# Noorderstraat 23 (Baarn)
De boerenwoning aan de Noorderstraat 23 is een gemeentelijk monument in Baarn in de provincie Utrecht. Het huis is een van de weinige herinneringen aan het agrarische verleden van de buurtschap en latere wijk Oosterhei
De bepleisterde woning in de wijk  heeft in de voorgevel drie negenruits schuifvensters. De vensters aan de voorzijde hebben luiken, die aan de rechter zijgevel zijn verdwenen. De ingang is gemaakt in een uitbouw die in het verlengde van de rechter gevel ligt.